# Geschiedenis van Apple-aanwijsapparaten

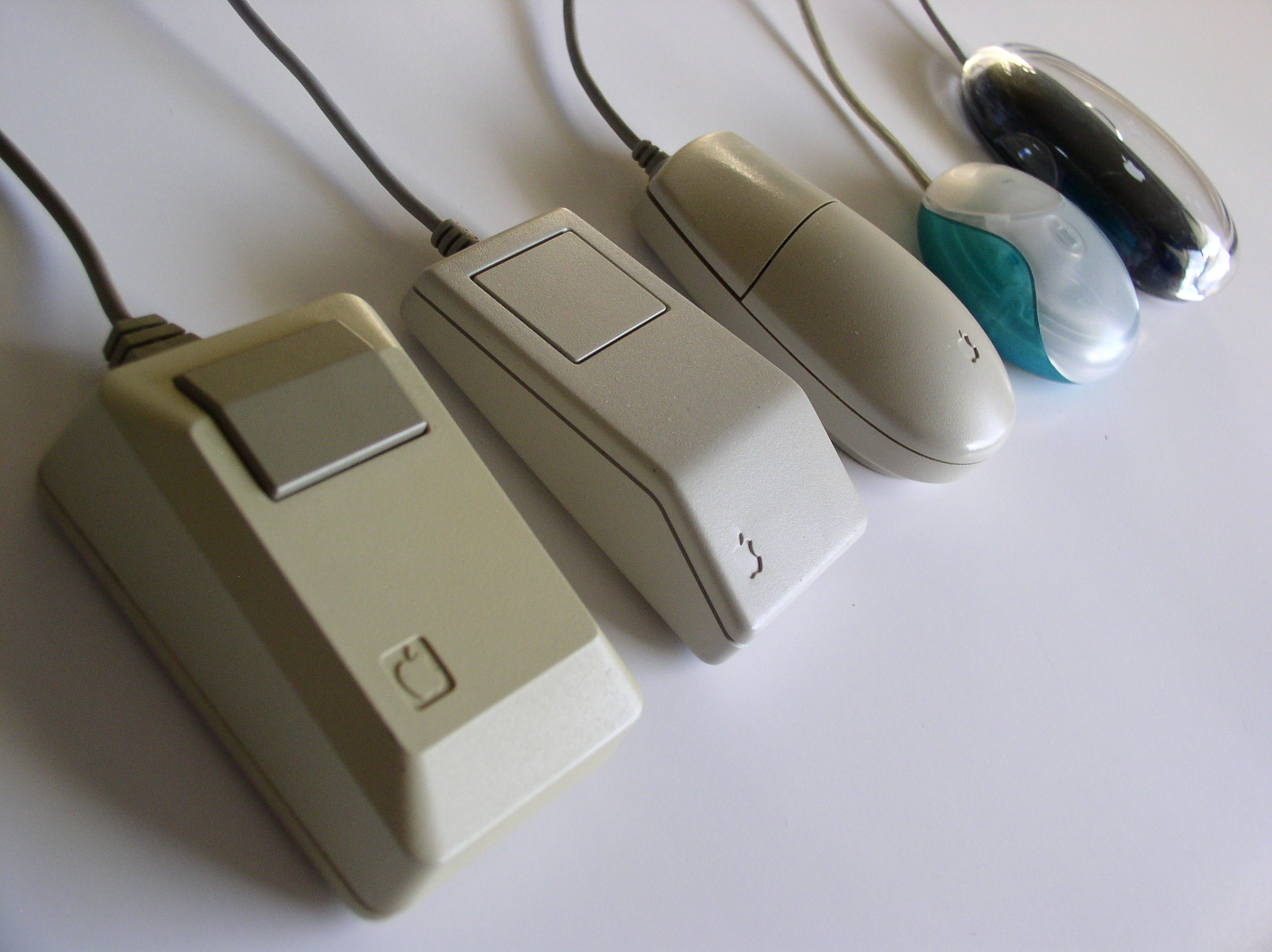
Diverse muizen die door Apple op de markt gebracht werden tussen 1984 en 2005.

Apple heeft in de loop der jaren veel soorten aanwijsapparaten op de markt gebracht, waaronder voornamelijk muizen en trackpads voor gebruik met Macintosh-computers. De huidige externe aanwijsapparaten van Apple zijn de Magic Mouse 2 en Magic Trackpad 2.

## Muizen
Apple-muizen hadden aanvankelijk slechts één knop. Dit veranderde in 2005 met de Mighty Mouse, die een klikbare scrollbal en meerdere programmeerbare knoppen introduceerde.
Tot 2000 waren de muizen van Apple uitgerust met een controlemechanisme dat een rubberen balletje volgde bij het bewegen van de muis. In 2000 schakelde Apple met de Pro Mouse over op een optisch gebaseerd volgmechanisme. De huidige muis van Apple, de Magic Mouse 2, maakt gebruik van lasertracking.

### Lisa Mouse (A9M0050)

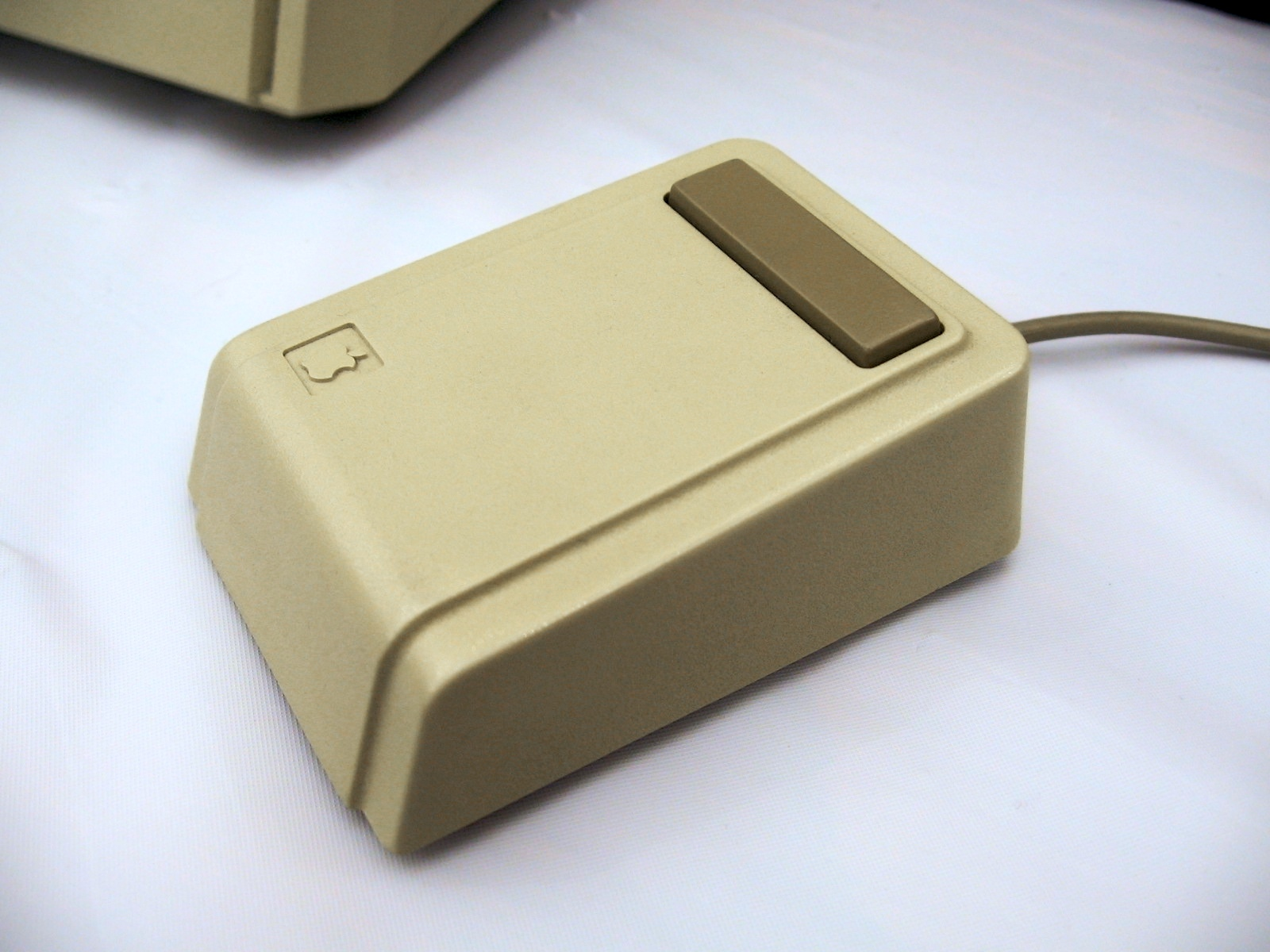
Lisa Mouse

De muis die ontwikkeld werd voor de Apple Lisa was een van de allereerste commerciële muizen ooit. Deze muis werd in 1983 bij het Lisa-systeem geleverd en was gebaseerd op de muis die in de jaren zeventig door de Alto-computer bij Xerox PARC werd gebruikt. Uniek aan deze muis was het gebruik van een stalen kogel, in plaats van de gebruikelijke rubberen bal die in latere Apple-muizen werd aangetroffen. De Lisa-muis werd op de computer aangesloten door middel van een standaard DE-9-connector.
De door Apple ontwikkelde Lisa-muis was het resultaat van honderden prototypes en uitvoerige tests met focusgroepen om een ideale vorm te creëren. De Lisa-muis werd vervolgens gebruikt als basisontwerp voor alle Apple-muizen tot de introductie van het ontwerp met meerdere knoppen op de Mighty Mouse in 2005. Elk aspect van de muis is onderzocht en ontwikkeld, van het aantal knoppen dat moet worden toegevoegd tot hoe luid de klik moet zijn. De behuizing van de Lisa-muis was uitgevoerd in een art-deco-geïnspireerde stijl met strakke gebogen lijnen die passen bij het ontwerp van de Lisa.

### Macintosh Mouse (M0100)

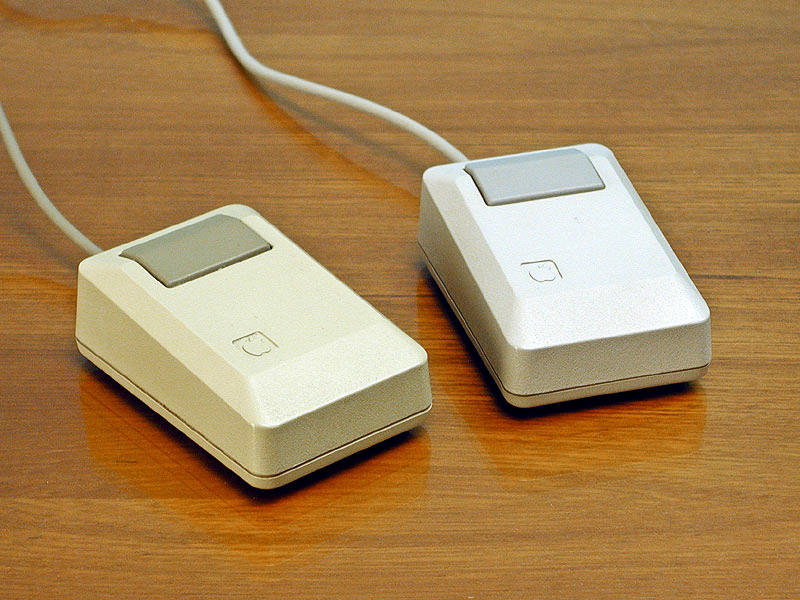
Macintosh Mouse (in beige en platinagrijs)

De Macintosh-muis leek sterk op de originele Lisa-muis, beide muizen waren compatibel met zowel de Lisa als de Macintosh. De behuizing van de Macintosh-muis was iets donkerder van kleur en had minder strakke lijnen. De dikke afschuining rond de randen paste bij het ontwerp van de Macintosh. Mechanisch werd de stalen kogel van de Lisa-muis vervangen door een met rubber bedekte stalen kogel, maar verder werd nog steeds een DE-9-connector gebruikt om de muis met de computer te verbinden.
Vanaf 1987 bracht Apple al zijn productlijnen uit in een platinagrijze kleur. Ook de kleur van de Macintosh-muis werd bijgewerkt naar platinagrijs met contrasterende donkergrijze "Smoke"-accenten en kleine mechanismewijzigingen.

### Apple Mouse IIc (M0100/A2M4015/A2M4035)

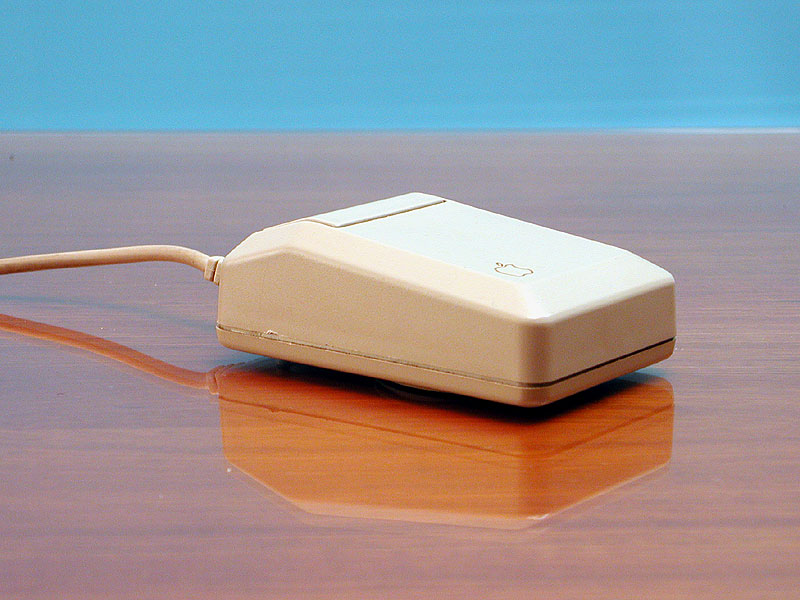
Apple Mouse IIc

Vier maanden na het debuut van de Apple Macintosh werd de Apple IIc geïntroduceerd met de toevoeging van een optionele muis om standaardtekst van 80 kolommen te manipuleren. De muis leek sterk op de Macintosh-muis, maar was uitgevoerd in een crèmebeige kleur die paste bij de gebroken witte behuizing van de IIc. De muis was enigszins slanker dan de geblokte vorm van de Macintosh-muis en had ook een uniforme kleur, zonder contrasterende kleuraccenten voor de muisknop en kabel. In tegenstelling tot de Macintosh deelde de IIc-muis een poort met spelapparaten zoals joysticks. Om ervoor te zorgen dat de IIc wist wat er op de poort was aangesloten, moest de muis het juiste signaal verzenden. Ondanks deze verschillen had de muis precies hetzelfde modelnummer als de Macintosh-versie.
In 1988 kreeg de IIc-muis hetzelfde fysieke uiterlijk en dezelfde kleur als de platinagrijze Macintosh-muis. In tegenstelling tot zijn voorgangers werkte de platinagrijze Macintosh/Apple IIe-muis ook op de Apple IIc. Alle versies van de IIc-muis werkten met elke Macintosh en met elke Apple II-muiskaart. Daarom verkocht Apple dit model gedurende korte tijd als Apple Mouse voor gebruik op alle platformen.

### Apple Mouse II (M0100/A2M2050)
Het voornemen van Apple om de muis in al zijn productlijnen te introduceren resulteerde halverwege 1984 in de Apple II Mouse Interface-insteekkaart. Omdat deze kaart in tegenstelling tot de Apple IIc geen gedeelde poort bevatte, gebruikte Apple eenvoudigweg opnieuw de Macintosh-muis in dezelfde crèmebeige kleur als de IIc-muis, gebundeld met de speciale tekensoftware MousePaint voor gebruik met de Apple II-, II Plus- en IIe-computers. In tegenstelling tot de IIc-muis kan deze muis wel op de Macintosh maar niet op de IIc gebruikt worden. Vanwege de populariteit van de Macintosh en het tekort aan muizen, heeft Apple later ook de originele Apple Mouse IIc opnieuw in deze bundel verpakt, omdat deze compatibel was met alle Apple-productlijnen. De Apple Mouse II en zijn opvolgers werden nooit standaard bij een computer meegeleverd.

### Apple Mouse (A2M4015)
Omdat de originele IIc-muis compatibel was met alle Apple-productlijnen hernoemde Apple de muis in 1985 en bood deze aan als een apart product voor alle Apple-computers, los van de Apple II-interfacekaart. Apple zou deze naam later kort hergebruiken als nieuwe naam voor de Apple Pro Mouse.

### Apple Mouse IIe (A2M2070)
In 1986 schakelde Apple over naar de Apple Desktop Bus (ADB) voor zijn toetsenborden en muizen. Omdat de Apple IIe al drie jaar oud was, kreeg de Apple Mouse II een nieuwe naam voor exclusief gebruik in combinatie met de IIe. Dit was in wezen gewoon een opnieuw verpakte Macintosh-muis zonder aanpassingen. Later zou hiervoor ook de platinagrijze Macintosh-muis gebruikt worden.

### Apple Desktop Bus Mouse (G5431/A9M0331)

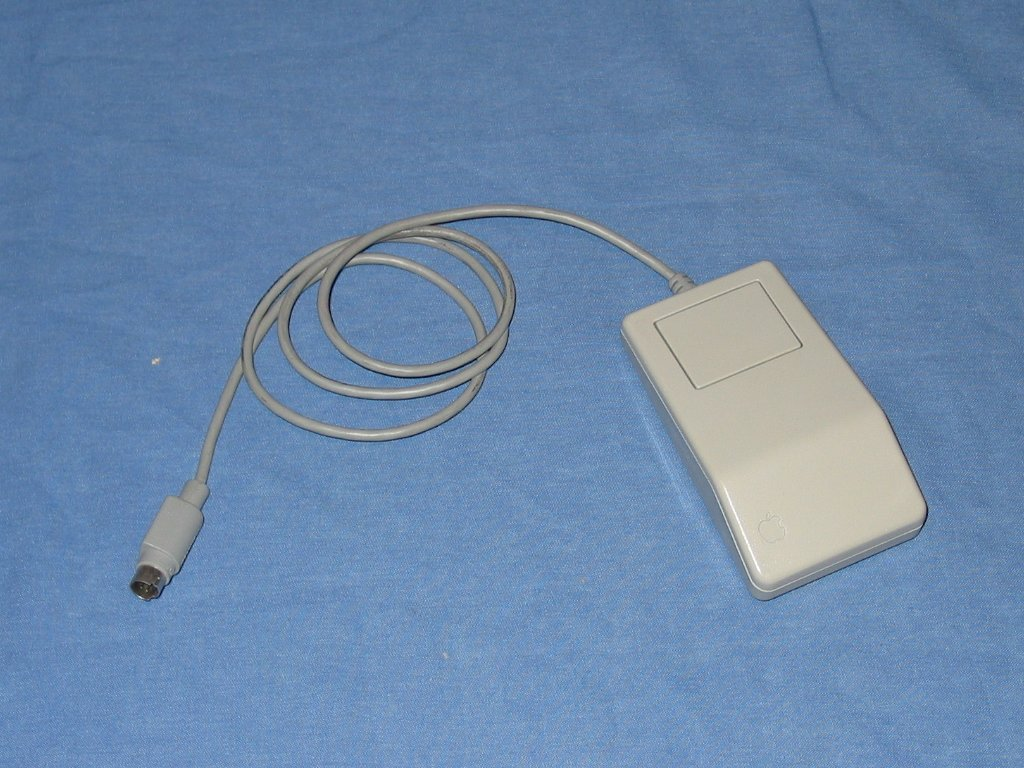
ADB Mouse

Vanaf september 1986 schakelde Apple over naar de Apple Desktop Bus (ADB) voor zijn toetsenborden en muizen. Het nieuwe ontwerp van de ADB-muis behield de hoekige vorm van zijn voorganger maar kreeg met een lager, driehoekig profiel. Deze muis werd voor het eerst aangeboden op de Apple IIGS-computer en zou de volgende zes jaar de standaardmuis worden die bij alle Macintosh-desktopcomputers werd geleverd.
Er zijn in totaal 3 muizen van dit type geproduceerd. Het origineel werd gemaakt in Taiwan en werd verkocht met de Apple IIGS (type A9M0331) en de Macintosh II en SE (type G5431). Dit type werd geleverd met een zwarte muisbal. De andere 2 werden vervaardigd in de VS en Maleisië (eveneens type G5431) en waren identiek aan het origineel met uitzondering van een grijze muisbal.

### Apple Desktop Bus Mouse II (M2706, M2707)

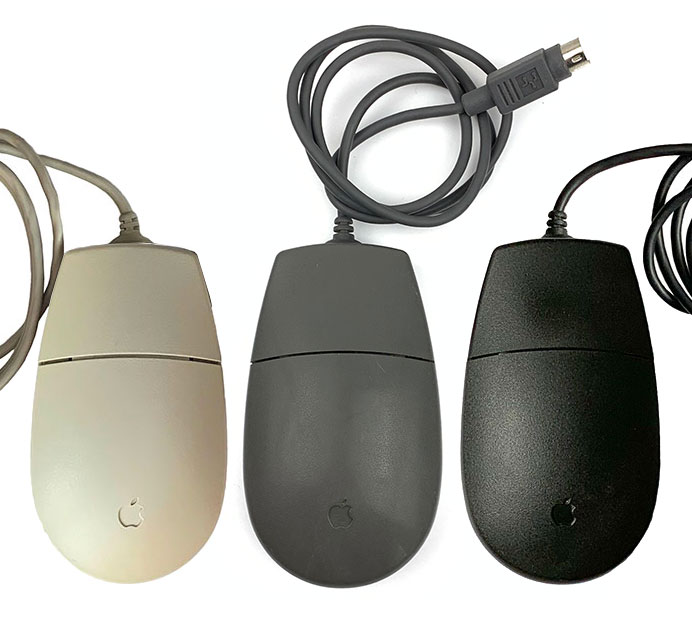
ADB Mouse II in platinumgrijs, grijs en zwart

Pas bij het derde grote herontwerp in tien jaar ruilde de Apple-muis zijn hoekige vorm in voor een meer afgerond ontwerp. Deze muis was in wezen hetzelfde als zijn voorganger, maar met een nieuwe traanvormige behuizing die vervolgens werd beschouwd als de ideale vorm voor muizen. Het basisontwerp wordt inderdaad nog steeds gebruikt voor de huidige Apple-muizen, maar het werd ook wijdverspreid overgenomen door andere muisfabrikanten. De ADB II-muis werd van 1993 tot 1998 bij alle Macintosh-desktopcomputers geleverd in platinakleur (model M2706). Het was ook de eerste muis die door Apple in het zwart werd geproduceerd voor levering bij de Macintosh TV en bij de Performa 5420 die beide in het zwart werden verkocht. In 1993 werd ook een donkergrijze versie uitgebracht (model M2707) voor gebruik met de PowerBook 100-serie.

### Apple USB Mouse (M4848)

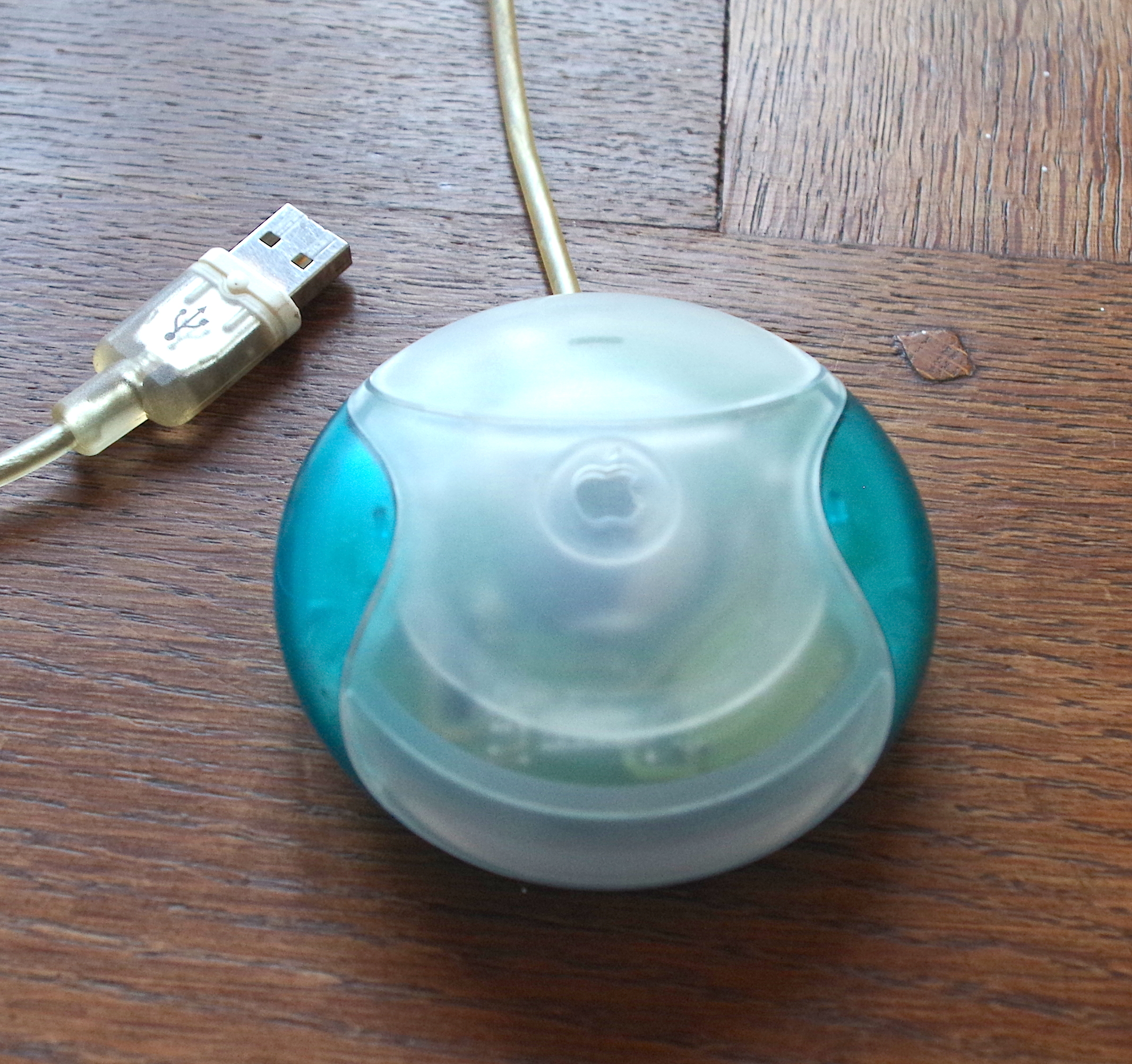
Apple USB Mouse

Dit was de eerste USB-muis van Apple, die in 1998 samen met de iMac geïntroduceerd werd en de volgende twee jaar meegeleverd zou worden met alle opeenvolgende desktop-Macs. De Apple USB Mouse, in de vorm van een ijshockeypuck, wordt algemeen beschouwd als een van Apple's grootste ontwerpblunders. Deze muis mag er dan wel stijlvol uitgezien hebben met zijn kleurrijke behuizing in doorschijnend plastic waardoor men de muisbal kon zien ronddraaien, ze was bijzonder onhandig om te gebruiken wegens het kleine formaat en de neiging om te draaien tijdens het gebruik. Latere exemplaren hadden een ondiepe inkeping aan de voorkant van de muisknop, maar ook dat hielp weinig.
Een ander probleem was dat de muis, net als alle andere USB-producten van Apple, een atypisch kort snoer had. Het was immers de bedoeling om de muis aan te sluiten op de geïntegreerde hub van de Apple USB-toetsenborden, maar ook die toetsenborden waren voorzien van een kort snoer (wat Apple uiteindelijk ertoe aanzette verlengkabels voor toetsenborden te bundelen bij desktop-Macs). Bovendien viel de overgang van Apple naar USB samen met de verplaatsing van de USB-poorten op hun laptops van het midden naar de linkerkant. Dat maakte de USB-muizen met hun korte snoeren onpraktisch voor de meeste rechtshandige gebruikers.
Dit was een belangrijke oorzaak voor het succes van ADB-naar-USB-adapters, die het gebruik van de oudere ADB Mouse II met de iMac mogelijk maakten. Externe bedrijven brachten ook omhulsels uit die de Apple USB Mouse een meer elliptische vorm gaven naar analogie met de ADB-muis.

### Apple Pro Mouse (M5769)

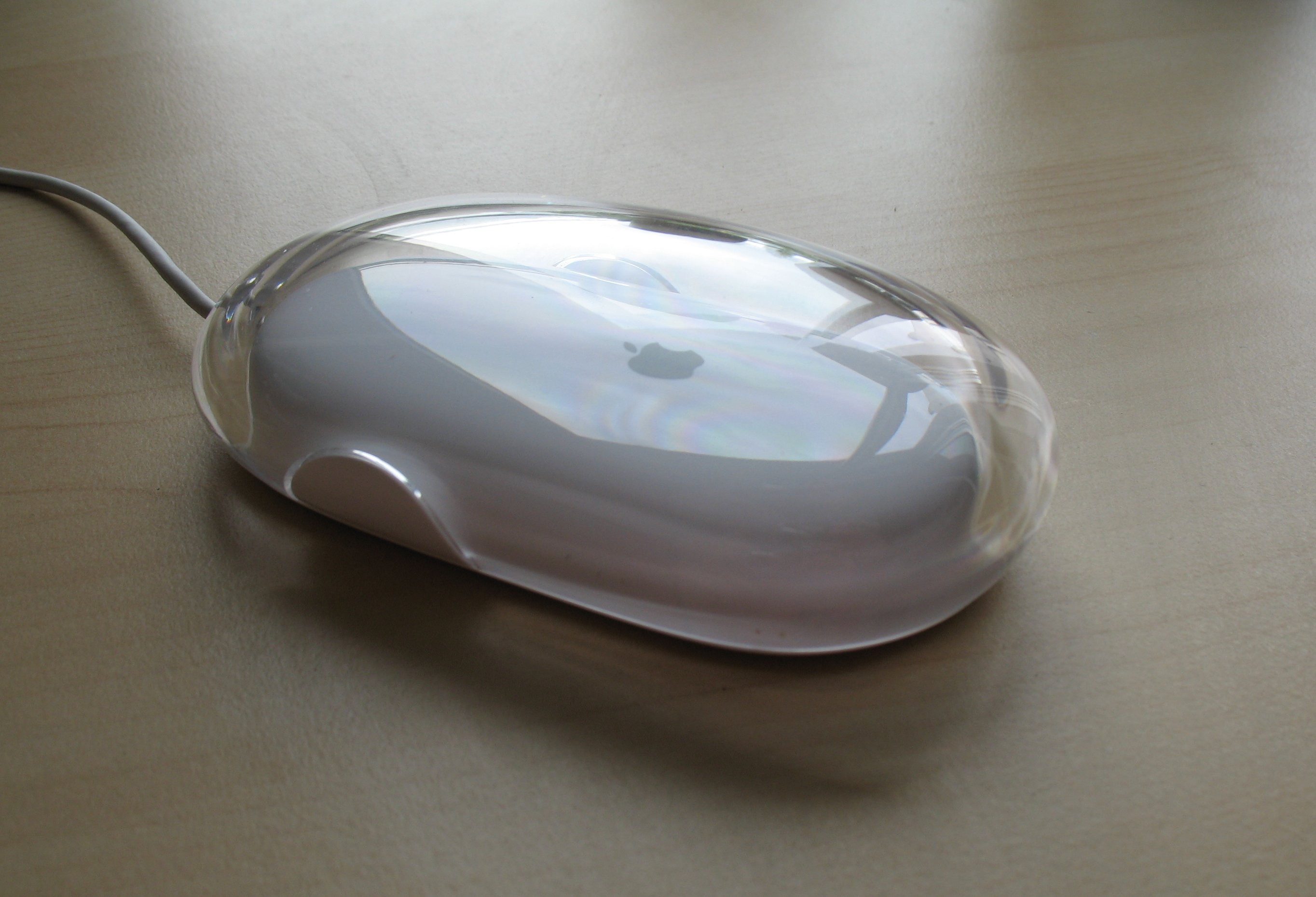
Apple Pro Mouse

In juli 2000 keerde Apple met een nieuwe muis terug naar de stijl van het traditionele muisontwerp, weg van de gedurfde kleuren van de iMac. De Apple Pro Mouse had een soortgelijk ovale vorm als de ADB II-muis, met een zwarte behuizing die omgeven is door een doorzichtig plastic omhulsel. De muisknop, die volledig geïntegreerd was in de gestroomlijnde behuizing, was niet langer zichtbaar, waardoor de Apple Pro Mouse ook wel eens "de eerste muis zonder knoppen" genoemd werd.
Dit was de eerste Apple-muis met een optisch gebaseerd volgmechanisme in plaats van een rubberen bal. Op de muis bevindt zich een draaiknop waarmee de klikkracht van de muis aangepast kan worden. De Apple Pro Mouse werd als standaardmuis meegeleverd bij alle desktop-Macs en was later ook in het wit verkrijgbaar. In mei 2003 onderging de muis een klein herontwerp, waarbij de zwarte versie stopgezet werd en de klikkrachtknop verwijderd werd. De "Pro" werd uit de naam geschrapt.
In september 2003 werd een draadloze versie van de witte Apple Pro Mouse uitgebracht. Deze Apple Wireless Mouse (type A1015) maakte gebruik van bluetooth-technologie en was de eerste draadloze muis van Apple.

### Apple Mighty Mouse (A1152)

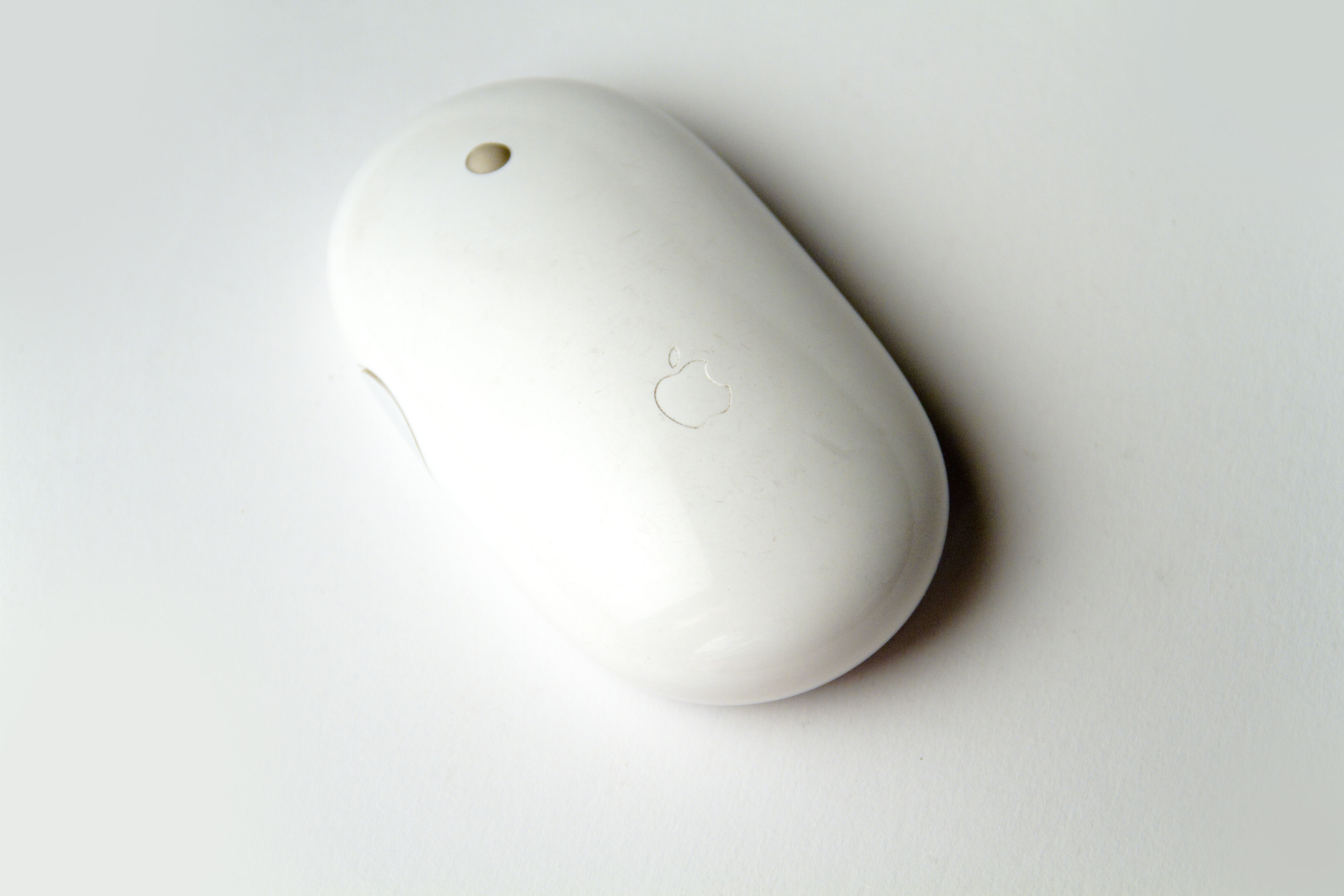
Draadloze versie van de Apple Mighty Mouse

De Apple Mighty Mouse uit 2005 leek qua vorm sterk op zijn voorganger, maar het was de allereerste Apple-muis met meerdere knoppen. De muis werd meegeleverd met alle desktop-Macs. In 2009 werd de muis omgedoopt tot Apple Mouse vanwege juridische problemen met de naam.
De muis bevatte meerdere druksensoren: een sensor voor de linker- en voor de rechtermuisknop en twee zijwaartse sensoren. In plaats van mechanische knoppen zorgden deze sensoren via de aanraakgevoelige behuizing van de muis ervoor dat de muis wist welke kant aangeraakt werd. Daarnaast was de muis ook voorzien van een mini-trackball die het mogelijk maakte om horizontaal, verticaal en zelfs diagonaal te scrollen.
Een nadeel van deze muis was dat het niet mogelijk was om simultaan links en rechts te klikken: gebruikers moesten eerst de linkervinger van het sensoroppervlak halen voordat er met de rechtermuisknop geklikt kon worden. De mini-trackball raakte na verloop van tijd dan weer vervuild en was moeilijk schoon te maken.
Van 2006 tot 2009 werd ook een bluetooth-gebaseerde draadloze versie van de Mighty Mouse uitgebracht (type A1197), ter vervanging van de Wireless Mouse. De bekabelde versie werd tot 2017 aangeboden.

### Magic Mouse

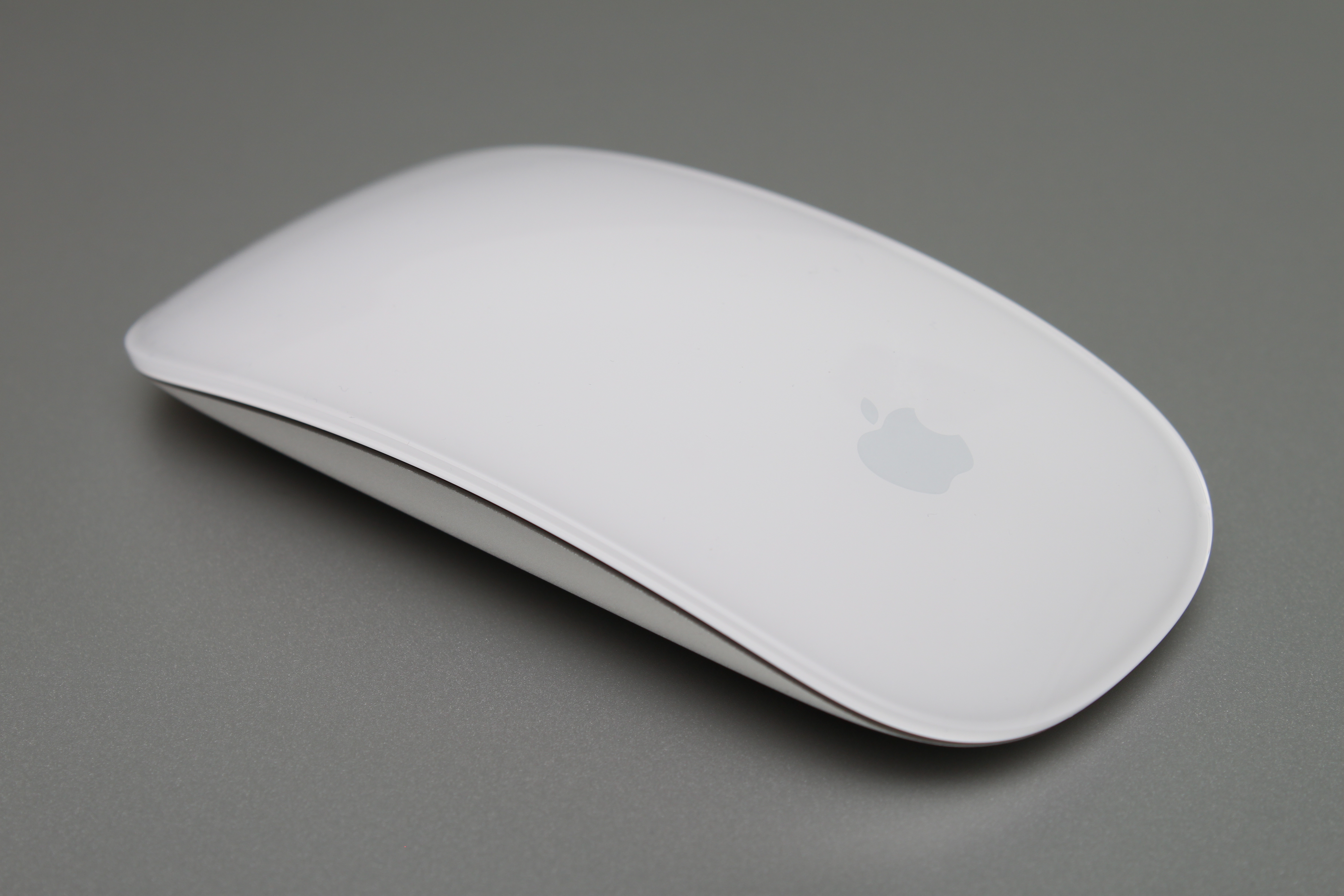
Magic Mouse

#### Eerste generatie (A1296)
De Magic Mouse werd in oktober 2009 geïntroduceerd als vervanging van de draadloze Mighty Mouse. De muis beschikt over draadloze bluetooth-technologie en een lasertrackingsensor. Daarnaast heeft de muis een multi-touchinterface (vergelijkbaar met de trackpads van de iPhone, iPod Touch en MacBook) en ondersteunt klikken met twee knoppen, multi-touch-bewegingen en traag scrollen in Mac OS X. De Magic Mouse werd meegeleverd met de iMac en de eerste generatie Mac Pro.

#### Tweede generatie (A1657)
In oktober 2015 bracht Apple de tweede generatie van de Magic Mouse op de markt (aanvankelijk uitgebracht als Magic Mouse 2). Deze nieuwe Magic Mouse gebruikt een oplaadbare Li-ionbatterij in plaats van AA-batterijen. De batterij wordt opgeladen via de Lightning-connector aan de onderkant van de muis. Als gevolg hiervan is de muis onbruikbaar tijdens het opladen, een ontwerpkeuze die slecht werd ontvangen door critici. De Magic Mouse 2 wordt meegeleverd met de iMac, iMac Pro en Mac Pro en is ook afzonderlijk verkrijgbaar.

## Trackpads

### Ingebouwde trackpads

#### Laptops

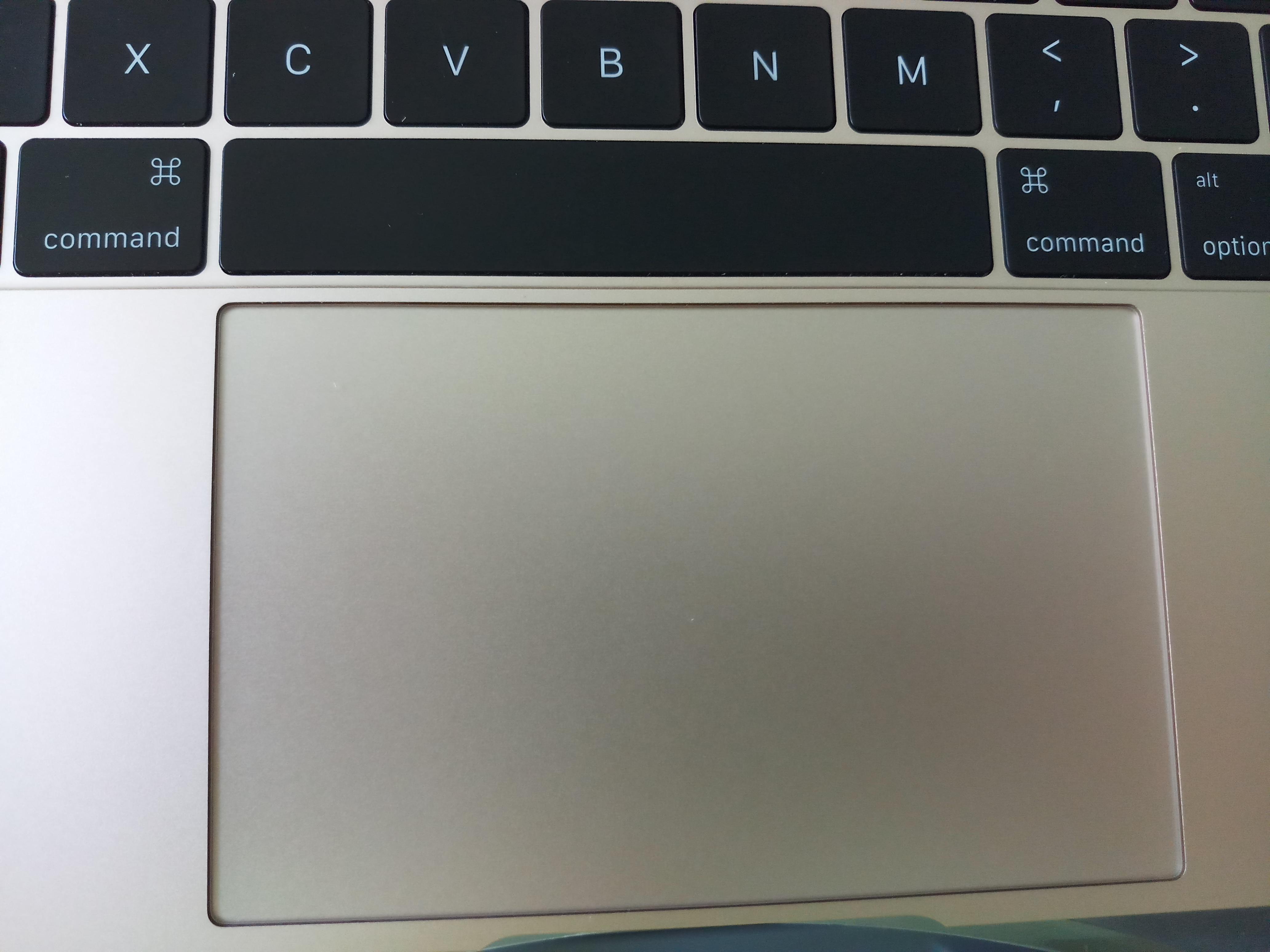
Het Force Touch-trackpad van een 12-inch MacBook

Alle laptops van Apple zijn sinds 1995 uitgerust met een trackpad in dezelfde kleur van de laptopbehuizing. De MacBook Air introduceerde in 2008 een multi-touch trackpad, wat sindsdien ook voor de rest van Apple's draagbare producten gebruikt wordt. Net als de Apple-muizen met één knop hebben ook alle trackpads slechts één knop, hoewel sommige vroege PowerBooks een tweede fysieke knop hadden die elektrisch dezelfde was als de primaire knop. Recente trackpads, te beginnen met de "unibody" MacBook en MacBook Pro uit 2008, hebben geen fysieke knoppen meer.
Sinds de MacBook uit 2015 zijn alle Apple-laptops voorzien van een Force Touch-trackpad dat meerdere drukniveaus kan detecteren.

#### iPod
Bij de tweede generatie iPod werd het mechanische scrollwiel vervangen door een wielvormig trackpad. Bij de derde generatie zijn ook de mediabedieningsknoppen en de menuknop aanraakgevoelig gemaakt. Vanaf de vierde generatie zijn de mediabedieningsknoppen en de menuknop ingebouwd in het klikwiel waardoor de aanraakgevoelige mediabedieningsknoppen en de menuknop verdwenen.

### Externe trackpads

#### Twentieth Anniversary Macintosh
De Twentieth Anniversary Macintosh was de eerste desktop-Macintosh zonder muis. In plaats daarvan werd een extern trackpad meegeleverd dat eventueel ook in de polssteun van het toetsenbord bevestigd kon worden.

#### Magic Trackpad

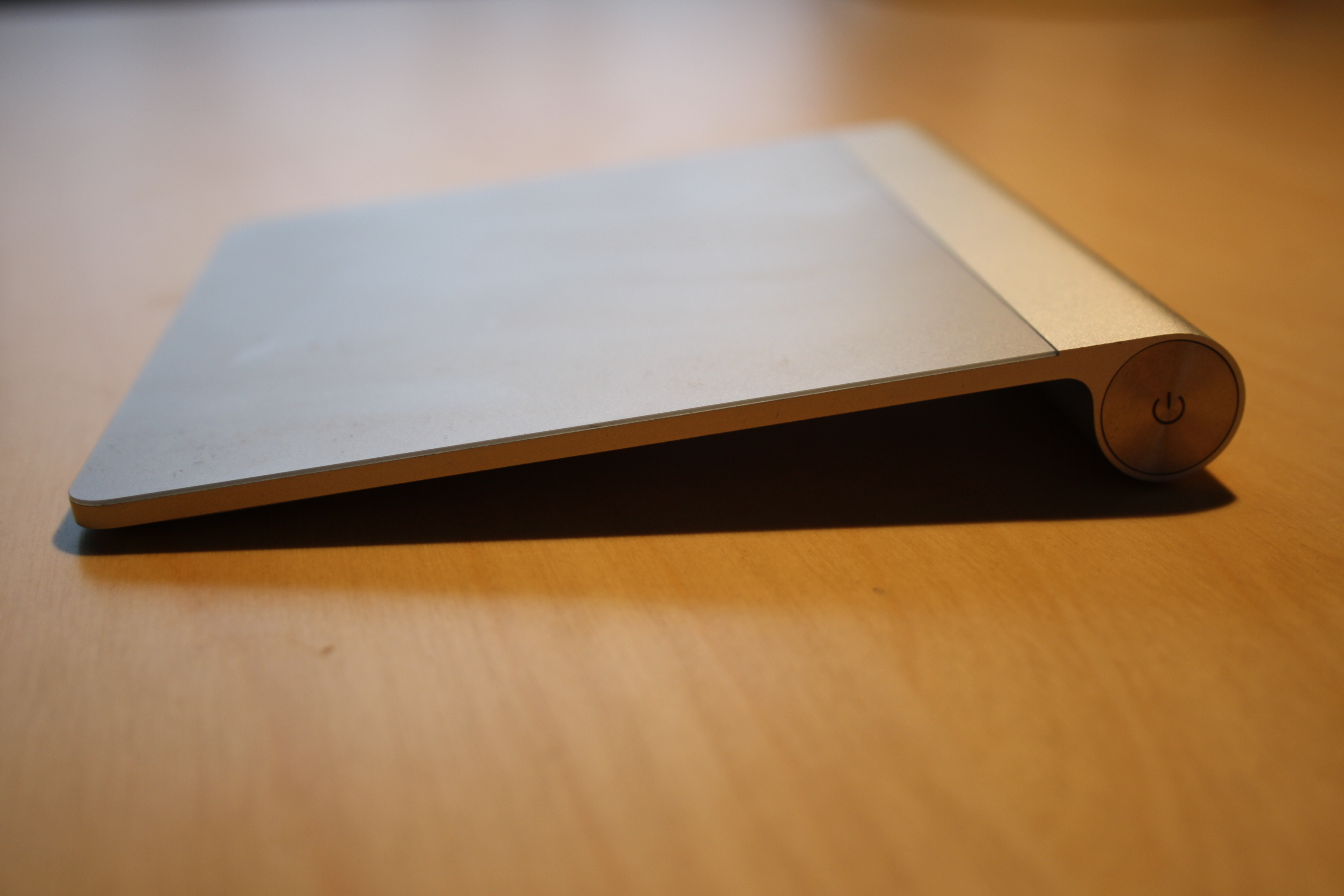
Magic Trackpad (eerste generatie)

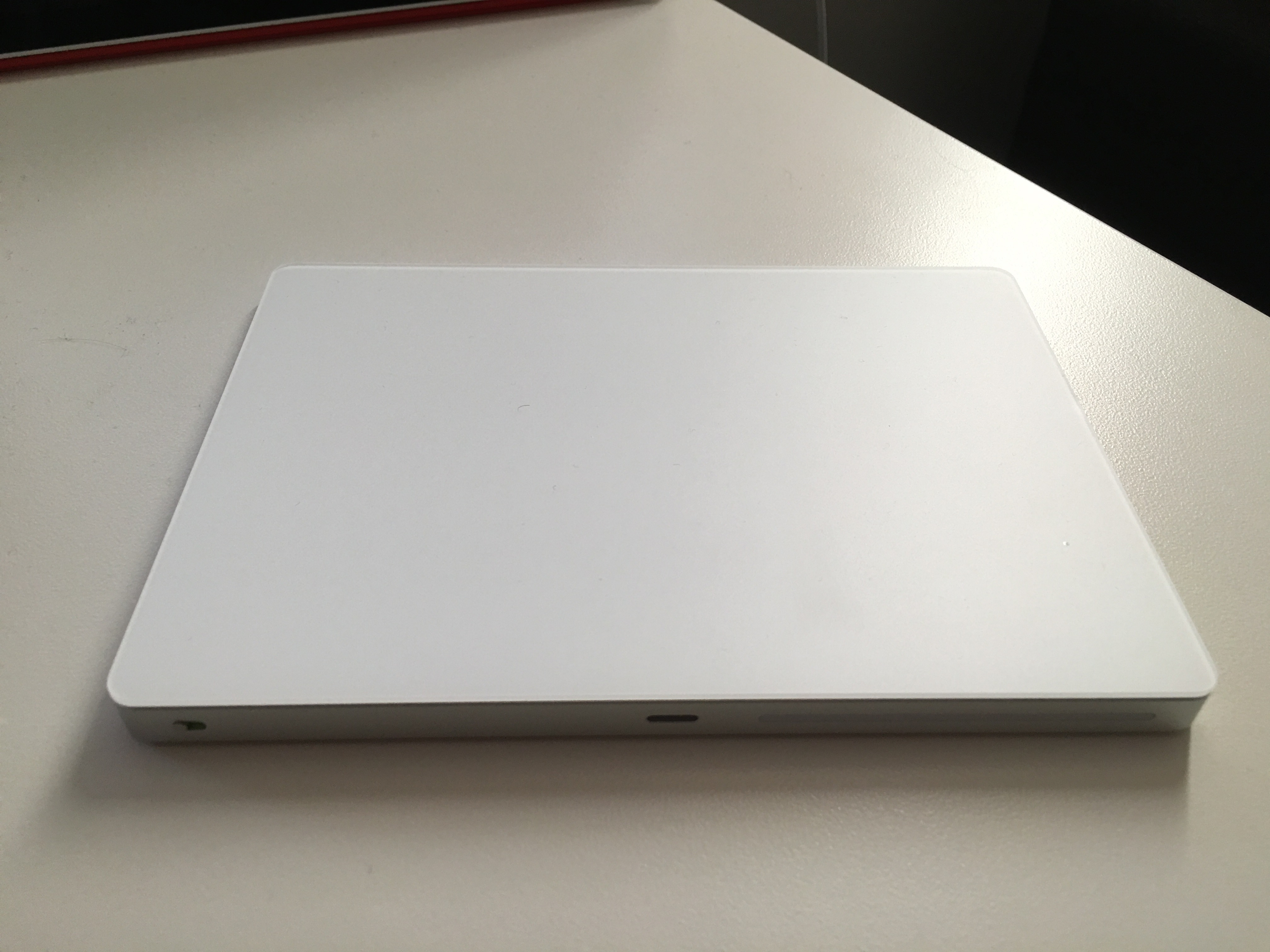
Magic Trackpad (tweede generatie)

In juli 2010 bracht Apple het Magic Trackpad uit. Dit is een extern draadloos trackpad dat via bluetooth werkt, net zoals de Magic Mouse. Het is 80% groter dan de trackpads van de toenmalige MacBook. Het klikmechanisme van het trackpad wordt geactiveerd door twee ronde voetjes aan de onderkant van het trackpad. De vormgeving van het Magic Trackpad past bij die van het Apple Wireless Keyboard.
In oktober 2015 introduceerde Apple de tweede generatie van het Magic Trackpad (aanvankelijk op de markt gebracht als Magic Trackpad 2). Het was ontworpen om te passen bij het Magic Keyboard, dat op hetzelfde moment werd uitgebracht. Het gebruikt Force Touch-trackpadtechnologie en is voorzien van een Li-Ion-batterij, die opgeladen wordt via een Lightning-connector. Recente versies van macOS en iPadOS bieden volledige ondersteuning voor het Magic Trackpad 2. Het trackpad is verkrijgbaar in veel verschillende kleuren.

#### Magic Keyboard for iPad
Het Magic Keyboard voor iPad uit 2020, is een beschermhoes voor de iPad Pro met een geïntegreerd toetsenbord en multi-touch trackpad, ter ondersteuning van de toevoeging van muisondersteuning in iPadOS.

## Andere aanwijsapparaten

### Paddle

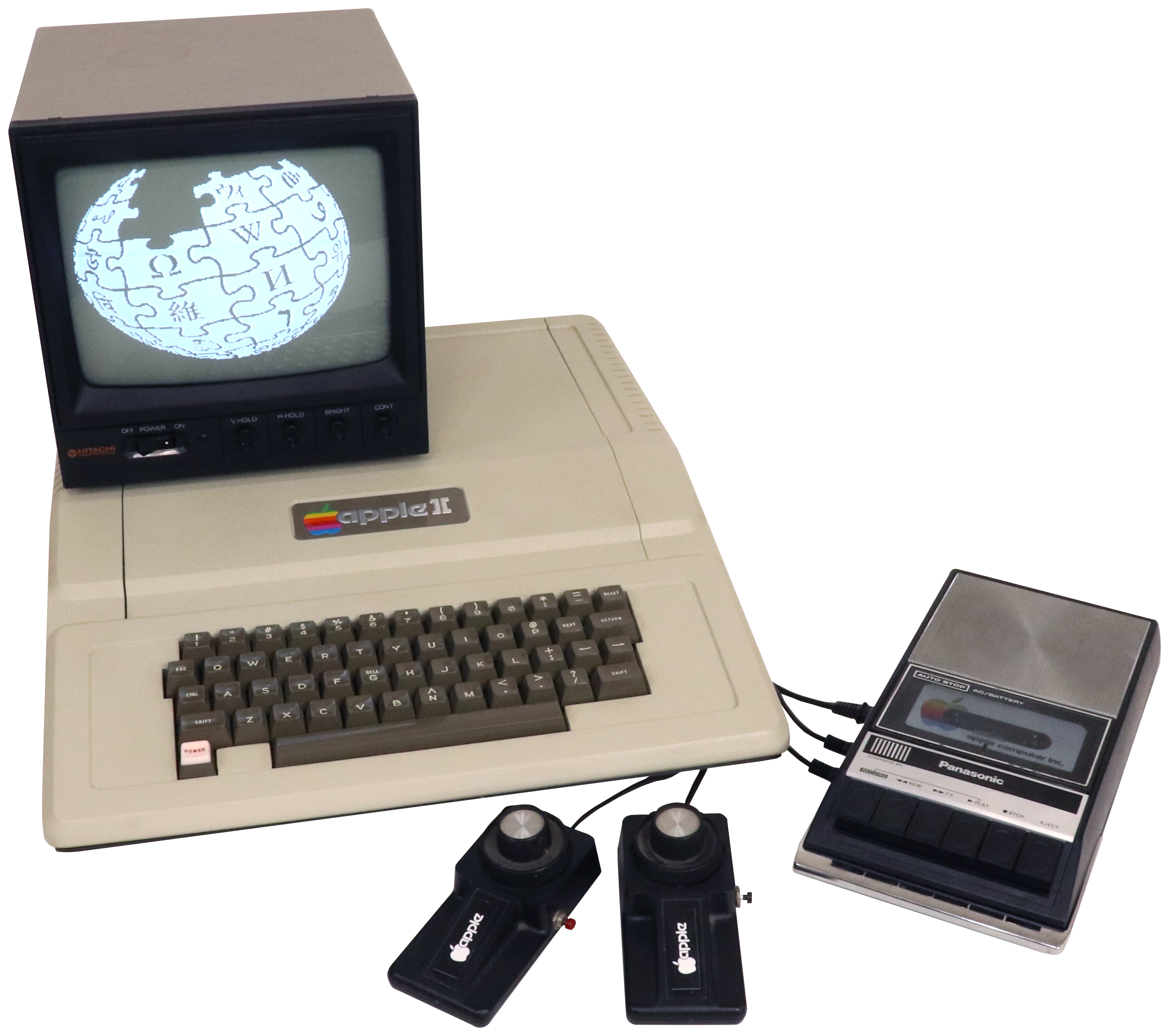
Apple II met paddles (1977)

De Apple Hand Controllers II en Apple Hand Controllers IIe, IIc (A2M2001) waren paddles die door Apple uitgebracht werden als spelbesturingsapparaat voor de Apple II-familie.

### Joystick

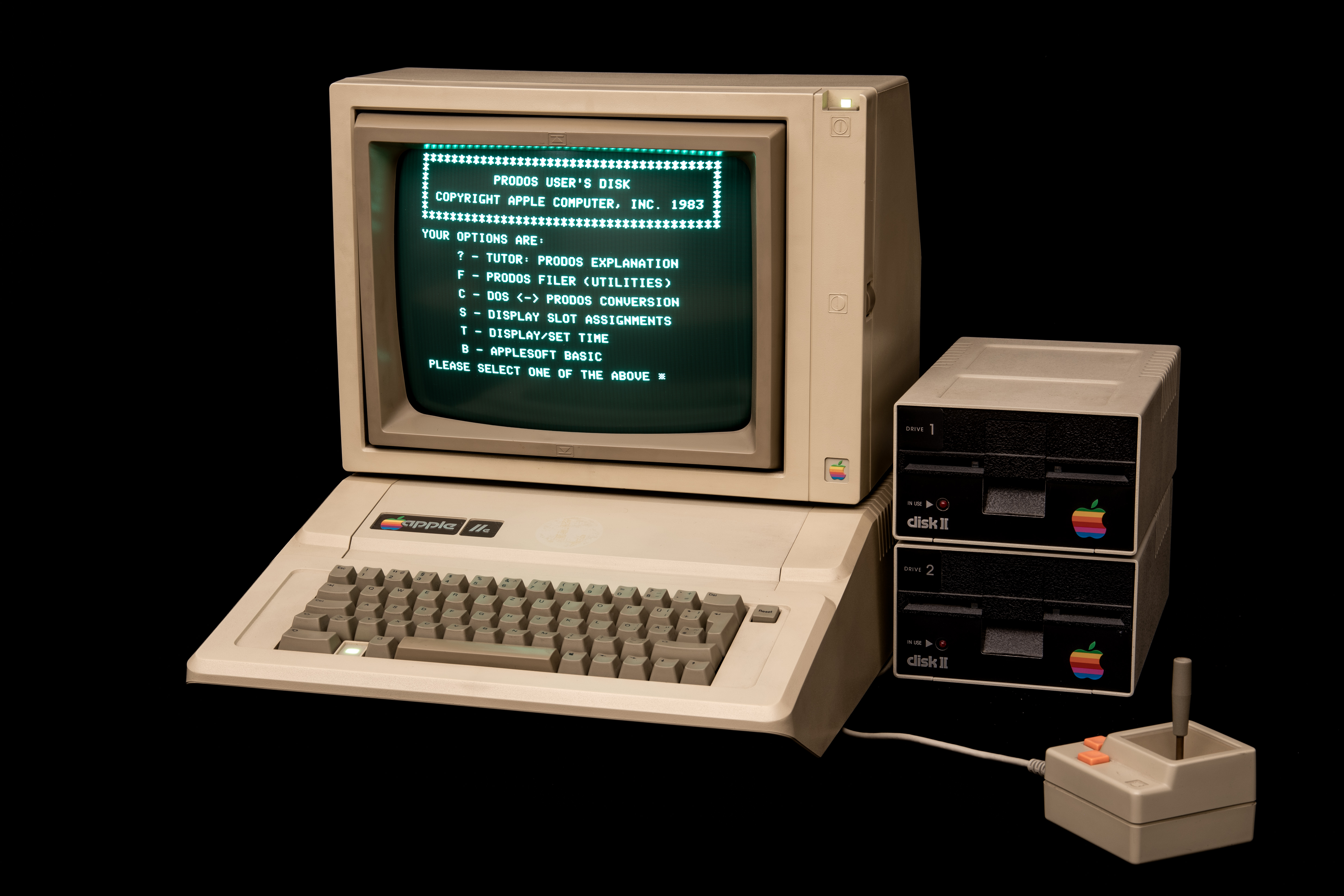
Apple IIe met joystick (1983)

De Apple Joystick IIe, IIc (A2M2002) was een joystick die als spelbesturingsapparaat voor de Apple II-familie gefabriceerd werd door The Keyboard Company. Alhoewel de joystick al lang voor de muis bestond, kon hij voor veel van dezelfde functies gebruikt worden.

### Stylus
Het Apple Graphics Tablet (A2M0029) was een tekentablet voor de Apple II Plus, bestaande uit een groot plat oppervlak bedekt met een rooster waar een stylus aan verbonden was. Later werd er ook een aangepaste versie uitgebracht voor de Apple IIe.
Het Pippin Keyboard was een optioneel toetsenbordaccessoire voor de Pippin met een groot geïntegreerd grafisch tablet en stylus.
Het Apple Pencil is een stylus die bij bepaalde iPad-modellen gebruikt kan worden bij het tekenen of schrijven.

### Trackball

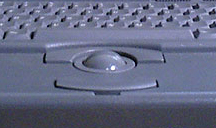
De trackball van een PowerBook

Apple was in 1989 een van de eerste computerfabrikanten die met de Macintosh Portable een system op de markt bracht met een ingebouwde trackball. De trackball was verwijderbaar en kon aan weerszijden van het toetsenbord worden geplaatst. De trackball kon ook volledig vervangen worden door een numeriek toetsenblok.
Bij de introductie van de eerste generatie PowerBooks in 1991 werd de trackball direct onder het toetsenbord geplaatst. Dit was een revolutionair laptopontwerp dat halverwege de jaren negentig door veel concurrerende computerfabrikanten werd overgenomen. In 1995 werd de trackball uitgefaseerd en vervangen door een trackpad.
De Pippin controller, ook wel Apple Jack genoemd, was een spelbesturingsapparaat voor de Pippin dat voorzien was van een ingebouwde trackball.